# Grube Rosenberg

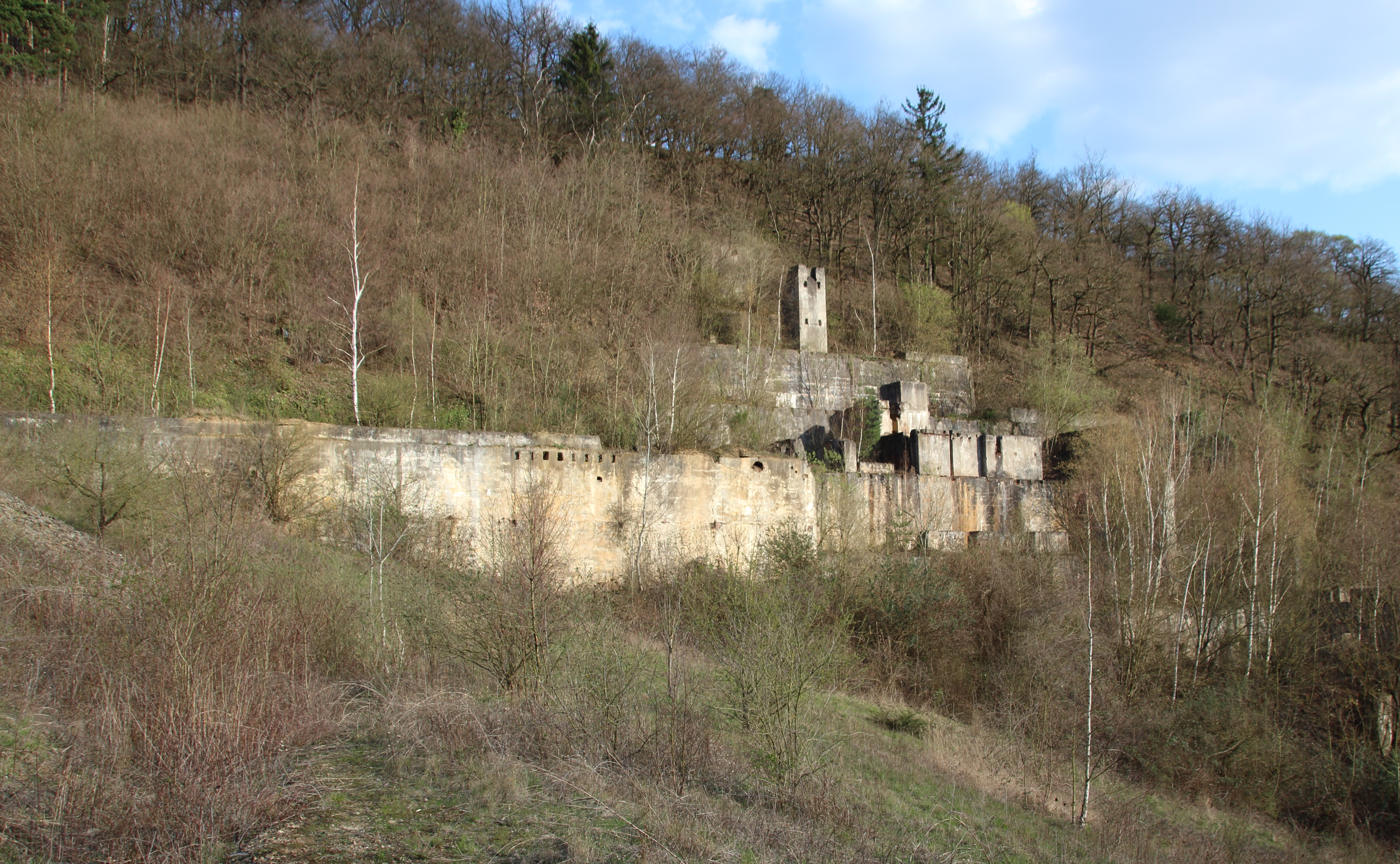
Reste der ehemaligen Aufbereitungsanlagen

Die Aufbereitungsanlage der Grube um 1912

Die Grube Rosenberg war eine Blei-Zink-Kupfer-Erzgrube in Rheinland-Pfalz am Mittelrhein, etwa 500 m nördlich von Braubach gelegen.
Sie baute die Lagerstätte des sogenannten Emser Gangzuges ab, der sich über 14,5 km Länge von Braubach über Bad Ems bis nach Arzbach erstreckte.
Weitere Gruben auf diesem Gangzug waren Friedrichssegen, Bergmannstrost (früher Lindenbach), Neuhoffnung, Fahnenberg, Pfingstwiese (Betriebspunkt Tollgraben), Blöskopf, Pitschbach und Silberkaute (bei Arzbach).

## Geschichte

Die Belegschaft der Grube um 1898

Am 12. November 1301 wurde dem Grafen Eberhard von Catzenelnbogen eine Belehnung für den Silberbergbau um die Stadt Braubach aufgrund geleisteter treuer Dienste seines Vaters und seiner Vorfahren von König Albrecht I. erteilt. Über erfolgten Abbau ist nichts bekannt.
1536 erhielt Braubach Bergfreiheit.
Eine erste Abbaugenehmigung um Eisen und anderer Erze wurde 1681 nachgesucht. Die Silberhütte Braubach wurde 1691 gegründet, was die Förderung von Silbererzen belegt. Nach einer Flaute 1693 folgte der erste Konkurs 1698.
Die Grube Rosenberg wurde 1723 das erste Mal erwähnt. Der Abbau lag am Icklerstiel neben dem St. Eckardsberg. Sie wurde mindestens von 1723 bis 1738 betrieben, fiel 1744 aber wieder ins Freie. An reinem Erz wurden 1725–32 erschmolzen: 77 Mark Silber, 521 Zentner Kupfer, 1903 Zentner Blei und 15 Zentner Glätte im Gesamtwert von 35.299 Florin und 29 Kreuzern. In den darauf folgenden Dekaden wurden nur wenige einzelne Schürfrechte beantragt und erteilt.
Erst 1762 wurde eine Belehnungsurkunde für eine neue Gewerkschaft aufgesetzt, ob diese auch erteilt wurde, ist unbekannt.
Erst 1833 wurde der Bergbau wieder aufgenommen. Die Grube Rosenberg wurde neu verliehen, ebenso die Grube Phillip, welche 1853 mit Rosenberg konsolidiert wurde. Die Gewerkschaft Remi übernahm die Braubacher Gruben und verkaufte sie 1877 an die Emser Blei- und Silberwerke.
Der Abtransport des Roherzes in den Stollen wurde durch Grubenpferde besorgt.
Bergleute wanderten teilweise täglich 20–30 km zur Grube, um dort ihren Lebensunterhalt zu verdienen.
Ein Aufbereiter verdiente über Tage um 1890 4 Pfennig pro Stunde, ein Hauer 21 Pfennige.
Da keine Förderzahlen vorliegen, ruhte der Betrieb der Grube vermutlich 1867 sowie 1869 bis 1896.
1891 teufte man 175 m vom Stollenmundloch des Moritzstollens entfernt einen Maschinenschacht ab.
1909 ging die Grube in den Besitz der Stollberger Zink AG über.
Im gleichen Jahr wurde das Gasthaus zur Waldburg für die Unterbringung von Pferden und der zahlreichen Bergleute mit ihren Familien angemietet.
Ein weiteres Wohnhaus wurde 1916 für diesen Zweck erbaut.
1910 wurde die Erzaufbereitung errichtet, welche 1912 in Betrieb gehen konnte.
Der Betriebspunkt Kerkertserweg wurde 1928 stillgelegt.
1958 waren mehr als 40 Bergleute in der Grube beschäftigt. Die Grube baute auf 8 Tiefbausohlen, deren tiefste Sohle bis zu 267 m unter den Meeresspiegel reichte.
1967 wurde mit der Abteilung Königstiel die letzte Braubacher Grube geschlossen. Hier fand noch etwas Nachlesebergbau statt.

### Stollen und Schächte
- Victorstollen
- Gustavstollen
- Albertschacht (1853)
- Schacht Phillipp (1853)
- Moritzstollen
- Segengottesstollen